# 明基友達集團
明基友達集團（英語：BenQ-AUO Group）是臺灣一家以資訊科技為中心的跨國企業集團，係2000年從宏碁集團分割而來，所涵蓋的領域為電腦、通訊及消費性電子的傳統3C產品等研發和製造服務，其在薄膜液晶技術及BenQ品牌行銷包裝，在全球有一定知名度，總部位於台北市內湖區基湖路16號（新光基湖大廈）。

## 旗下公司
- 明基電通成立於1984年，員工總數1,900人，資本額新台幣38.55億元。
- 明基逐鹿成立於1998年，員工總數176人，資本額新台幣3.4億元。
- 明基醫院成立於2003年，員工總數415人。
- 友達光電成立於1996年，員工總數43,000人，資本額新台幣782億元。
- 佳世達科技成立於1984年，員工總數10,000人，資本額新台幣154億元。
- 達方電子成立於1997年，員工總數22,000人，資本額新台幣27億元。
- 明基材料（原達信科技）成立於1998年，員工總數5,300人，資本額新台幣23億元。
- 達虹科技成立於1994年，員工總數530人，資本額新台幣59.79億元。
- 達運精密工業成立於2005年，員工總數3200人，資本額新台幣14.6億元。
- 達興材料成立於2006年，員工總數320人，資本額新台幣9.34億元。
- 瑞鼎科技成立於2003年，員工總數110人，資本額新台幣4億元。
- 威力盟電子成立於1994年，員工總數2100人，資本額新台幣16億元。
- 明基友達文教基金會成立於2003年。
- 友達晶材成立於2009年，原名友達能源技術公司員工總數約2,000人，資本額新台幣150億元。